# 6504 Lehmbruck
A 6504 Lehmbruck (ideiglenes jelöléssel 4630 P-L) a Naprendszer kisbolygóövében található aszteroida. Cornelis Johannes van Houten,  Ingrid van Houten-Groeneveld és Tom Gehrels fedezte fel 1960. szeptember 24-én.